# Некодим
Некодим (алб. Nekodim) је насељено место у општини Урошевац, на Косову и Метохији. Према попису становништва из 2011. у насељу је живело 3.718 становника.
Овде се налазила Црква Светог Илије у Некодиму.

## Становништво
Према попису из 2011. године, Некодим има следећи етнички састав становништва:
| Националност | 2011.          |
| Албанци      | 3.686 (99,14%) |
| Ашкалије     | 18 (0,49%)     |
| Турци        | 6 (0,16%)      |
| Бошњаци      | 3 (0,08%)      |
| Роми         | 2 (0,05%)      |
| други        | 3 (0,08%)      |
| Укупно       | 3.718          |

| Демографија | Демографија | Демографија |
| Година      | Становника  | Становника  |
| ----------- | ----------- | ----------- |
| 1948.       | 435         |             |
| 1953.       | 495         |             |
| 1961.       | 622         |             |
| 1971.       | 862         |             |
| 1981.       | 1.026       |             |
| 1991.       | 1.148       |             |
| 2011.       | 3.718       |             |